# 著作権の保護期間における相互主義
著作権の保護期間における相互主義では、内国民待遇の下で外国の著作物に与えられる著作権の保護期間を、最長でもその本国で認められる著作権の保護期間に限定することを加盟国に許容する、国際著作権条約の規定について解説する。

## 内国民待遇と相互主義

### 内国民待遇の原則
文学的及び美術的著作物の保護に関するベルヌ条約（ベルヌ条約）や万国著作権条約などの著作権の保護に関する諸条約は、いずれも当該加盟国たる外国の著作物の保護に関して内国民待遇を定めている（ベルヌ条約5条1項、万国著作権条約2条1項・2項）。著作権保護における内国民待遇とは、外国著作物の著作権の保護について、内国著作物と同等の保護を保障することをいう。

### 例外としての相互主義
以上の原則に対し、著作権の保護期間については、内国民待遇の原則が貫徹されておらず、相互主義の採用が許容されている。
ベルヌ条約も万国著作権条約も著作権に対してすべての加盟国が満たさなければならない最低限の要件しか定めていないが、条約上の最低限の保護を超える保護を自国の法律で与えるのは、加盟国の自由である。これは特に著作権の保護期間に関して顕著であり、ベルヌ条約が定める一般的な著作権の最短の保護期間は著作者の死後50年であるが（ベルヌ条約7条1項）、それより長い期間を定めることも許容されており（ベルヌ条約7条6項）、過半の国では、条約に合わせて著作者の死後50年とするが、より長く、著作者の死後70年や、著作者の死後100年まで保護する国もある。そのため、同一の著作物の保護期間が国により異なる結果を生み、ある国では既に著作権の保護期間が終了しているのに対し、別の国では未だ保護期間内であることもあり得る。
このような場合、通常の内国民待遇の例外として、著作物の本国である外国法の保護期間の方が自国の法より短い場合には、その短い保護期間を適用する相互主義が認められる（ベルヌ条約7条8項、万国著作権条約4条4項(a)）。長い保護期間を持つ国はこのような短い保護期間を持つ外国の著作物に、より短い保護期間を適用することができる。例えば、コートジボワールの保護期間は著作者個人の死後または法人の公表後99年、ホンジュラスは同75年であるが両国の著作権法では相互主義に基づきより短い方の保護期間を適用することが定められているため、これらの国において、日本の著作物が70年を越えて保護されることはない。
なお、相互主義により外国の保護期間を適用するということは、著作権の保護期間の準拠法が外国法になるという趣旨ではない。著作権の保護に関する準拠法は、あくまでも著作物の利用地法である。相互主義は、準拠法として指定された法、すなわち利用地法の下における外国著作物の保護の程度に関する問題である。

## ベルヌ条約
ベルヌ条約7条8項には、著作権の保護期間に関して相互主義の採用を許容する規定が存在する。。

第7条〔保護期間〕
(8) いずれの場合にも、保護期間は、保護が要求される同盟国の法令の定めるところによる。ただし、その国の法令に別段の定めがない限り、保護期間は、著作物の本国において定められる保護期間を超えることはない。

ここにいう本国の定義は5条4項による。

第5条〔保護の原則〕
(4) 次の著作物については、次の国を本国とする。
(a) いずれかの同盟国において最初に発行された著作物については、その同盟国。もつとも、異なる保護期間を認める二以上の同盟国において同時に発行された著作物については、これらの国のうち法令の許与する保護期間が最も短い国とする。
(b) 同盟に属しない国及びいずれかの同盟国において同時に発行された著作物については、その同盟国
(c) 発行されていない著作物又は同盟に属しない国において最初に発行された著作物でいずれの同盟国においても同時に発行されなかつたものについては、その著作者が国民である同盟国。ただし、次の著作物については、次の国を本国とする。
(i) いずれかの同盟国に主たる事務所又は常居所を有する者が製作者である映画の著作物については、その同盟国
(ii) いずれかの同盟国において建設された建築の著作物又はいずれかの同盟国に所在する不動産と一体となつている絵画的及び彫塑的美術の著作物については、その同盟国

もっとも、相互主義の採用は必須ではない。あらゆる国は自国の法律に「別段の定め」をおくことができる。そうするために、国内の著作権法に明文の例外を含める必要はない。例えば、中国（著作者個人の死後または法人の公表後50年）やアメリカ合衆国（著作者個人の死後70年または法人の公表後95年）、メキシコ（100年）、コロンビア（80年）、グアテマラ、セントビンセント・グレナディーン、サモア独立国（各75年）は例外を明文化していない。
なお、ベルヌ条約では、著作物の本国において著作権が発生しない場合について、加盟国で著作権の保護期間をゼロの著作物として相互主義の対象にしうるかについては、後述する万国著作権条約の場合と異なり、公式の解釈が存在しない。

## 万国著作権条約
万国著作権条約においても、著作権の保護期間における相互主義の採用は第4条4(a)において明記されている。

第4条〔保護期間〕
4 (a) いずれの締約国も、発行されていない著作物についてはその著作者が国民である締約国の法令により、発行された著作物についてはその著作物が最初に発行された締約国の法令により、それらの著作物の種類について定められている期間よりも長い期間保護を与える義務を負わない。

この条約の締結過程で日本政府は、著作者の本国や著作物の最初の発行地において当該著作物が全く保護されない場合（つまり、著作権が発生しない場合）の扱いについて疑義を提示した。この懸念を解消するため、議長は、この場合は著作権の保護期間がゼロの著作物とみなし、他国は著作物の保護義務を負わないことを明確にした。このため他国は、たとえ国内の類似の著作物に保護を与えていても、このような外国著作物を保護する義務はないと解釈される。
加盟国は、第4条(4)(a)に根拠を有する相互主義の採用を義務づけられている訳ではなく、内国の著作物と同様の保護期間を保障することも認められる。

## 二国間著作権条約
既存のもしくは新たな二国間条約の条項は、その条約が国際著作権条約の最小要件を満たす限り、国際著作権条約に優越することもありうる。これはベルヌ条約の第20条および万国著作権条約の第18条と第19条で規定されている。

ベルヌ条約
第20条〔特別な取極〕
同盟国政府は、相互間で特別の取極を行う権利を留保する。ただし、その取極は、この条約が許与する権利よりも広い権利を著作者に与えるもの又はこの条約の規定に抵触する規定を有しないものでなければならない。この条件を満たす現行の取極の規定は、引き続き適用される。
万国著作権条約
第18条〔米州条約との関係〕
この条約は、専ら二以上の米州の共和国の間にのみ現在効力を有しており又は将来効力を有することとなる著作権に関する多数国間又は二国間の条約又は取極を無効にするものではない。これらの現行の条約若しくは取極の規定とこの条約の規定とが抵触する場合又はこの条約が効力を生じた後に二以上の米州の共和国の間に新たに作成される条約若しくは取極の規定とこの条約の規定とが抵触する場合には、最も新しく作成された条約又は取極の規定が締約国間において優先する。いずれかの締約国についてこの条約が効力を生ずる日前に有効な条約又は取極に基づき当該締約国において取得された著作物についての権利は、影響を受けない。
第19条〔他の条約との関係〕
この条約は、二以上の締約国の間に効力を有している著作権に関する多数国間又は二国間の条約又は取極を無効にするものではない。これらの条約又は取極の規定とこの条約の規定とが抵触する場合には、この条約の規定が優先する。いずれかの締約国についてこの条約が効力を生ずる日前に有効な条約又は取極に基づき当該締約国において取得された著作物についての権利は、影響を受けない。この条の規定は、第十七条及び前条の規定に何ら影響を及ぼすものではない。

## 各国の相互主義採用状況
| 国・地域                         | 相互主義採用の可否                                                                         | 参照条文                                                                                               |
| -------------------------------- | ------------------------------------------------------------------------------------------ | --- |
| アメリカ合衆国                   | ×（「権利回復日」に本国でパブリックドメインの著作物は著作権が回復しない）                  | 合衆国法典第17編第104条 17 U.S.C. § 104(c)、合衆国法典第17編第104A条 17 U.S.C. § 104A。詳細は後述      |
| アルゼンチン                     | ○                                                                                          | 第15条 Ley 11.723 del 28 de septiembre de 1933, as modified by Ley 24.870 del 11 de septiembre de 1997 |
| イギリス                         | ？（相互主義規定は存在するが米国との二国間条約における相互主義適用の可否について諸説アリ） | |
| イタリア                         | ○（EU加盟国を本国とする著作物やEU加盟国の国民が著作者である著作物には適用しない）          | 第7条(1) 指令2006/116/EC                                                                               |
| インド                           | ○                                                                                          | 第40条(iii) Copyright Act, 1957                                                                        |
| オーストラリア                   | ○                                                                                          | |
| カナダ                           | ○（北米自由貿易協定加盟国である米国・メキシコの著作物には適用しない）                      | 第9条(1)(2) Copyright Act ( R.S., 1985, c. C-42 )                                                      |
| グアテマラ                       | ×                                                                                          | |
| コロンビア                       | ×                                                                                          | 第11条 Ley 23 de 1982                                                                                  |
| コートジボワール                 | ○                                                                                          | 第4条 Loi no. 96-564 du 25 juillet 1996                                                                |
| サモア独立国                     | ×                                                                                          | |
| シンガポール                     | ○                                                                                          | 第4条 Copyright (International Protection) Regulations                                                 |
| スイス                           | ×                                                                                          | |
| スペイン                         | ○（EU加盟国を本国とする著作物やEU加盟国の国民が著作者である著作物には適用しない）          | 第7条(1) 指令2006/116/EC                                                                               |
| セントビンセント・グレナディーン | ×                                                                                          | 第6条(b) Copyright Act, 2003                                                                           |
| 台湾（中華民国）                 | ○                                                                                          | 第106条但書 著作權法                                                                                   |
| 中華人民共和国                   | ×                                                                                          | 第2条2〜4項 中华人民共和国著作权法（アーカイブ）                                                       |
| ドイツ                           | ？                                                                                         | |
| 日本                             | ○（最初に外国で発行されたものでも日本国民の著作物には適用しない）                          | 第58条                                                                                                 |
| ブラジル                         | ○                                                                                          | |
| フランス                         | ○（EU加盟国を本国とする著作物やEU加盟国の国民が著作者である著作物には適用しない）          | 第123条の12 Code de la propriété intellectuelle、第7条(1) 指令2006/116/EC                              |
| 香港                             | ○                                                                                          | 第198条3(b)、第229条8(b)、第229-A条(6)(b) Copyright Ordinance (Cap. 528)                               |
| ホンジュラス                     | ○                                                                                          | article 44 of Decreto 4 99 E: Ley del derecho de autor y de los derechos conexos                       |
| マカオ                           | ○                                                                                          | 第51条 Decree-Law 43/99/M of August 16, 1999                                                           |
| メキシコ                         | ×                                                                                          | 第29条 Ley Federal del Derecho de Autor (1996), unchanged in Ley Federal del Derecho de Autor (2003)   |

## アメリカ合衆国の状況
アメリカ合衆国がベルヌ条約に加盟したとき、アメリカ合衆国議会は、「ベルヌ条約は米国においては自動執行力はない」と、1988年のベルヌ条約履行法第2章 (BCIA, Pub. L. 100-568) で明記した。ベルヌ条約履行法（BCIA）は、米国内では米国著作権法のみが適用され、BCIAによって改正されたその著作権法がベルヌ条約の要件を履行することを明らかにした (ベルヌ条約の §18(1) は履行されなかったが、この逸脱は1994年のウルグアイ・ラウンド協定法 (URAA) によって修正された)。
一般法であるBCIA100-568の声明は、外国の著作物に国内の著作物と同一の保護を与えている米国著作権法の17 USC 104でも繰り返されている。
このように、ベルヌ条約のあらゆる要件は米国で効力を持つためには米国著作権法に明記される必要がある。しかし合衆国法典の第17編は相互主義に関するいかなる条項も含んでいない。相互主義に関する記述は、1994年のURAAにより17 USC 104Aに追加されたものだけである。そこでは、多くの外国の著作物の著作権は、それらの著作物がURAAの施行日 (ほとんどの国では1996年1月1日) にその本国ですでにパブリックドメインになっていない限り、自動的に回復することを定めている。相互主義に関する一般的なルールは米国著作権法に存在しないので、連邦裁判所は外国著作物の保護につき相互主義の適用はないと何度も判断した。

### 判例
相互主義に関する問題が扱われた訴訟の一つは、ハズブロ・ブラッドレー社対スパークル・トイズ社事件 (780 F.2d 189 (2d Cir 1985)) である。ハズブロ・ブラッドレー社（ハズブロ社）は、日本の玩具 (アクションフィギュア) を排他的なライセンスの下に米国で販売しており、それらの玩具に関する著作権を主張していた。スパークル・トイズ社（スパークル社）は、それらの玩具人形の模造品を販売した。訴訟で、スパークル社はハズブロ社の著作権の主張に異議を唱えた。このベルヌ条約以前の事件で、裁判所は、これらの日本を本国とする玩具は日本では全く著作権保護がなされていないが、たとえ玩具に著作権表示がなくても、ハズブロ社にはフィギュアに関しての著作権を主張する資格があるという判決を下した。この訴訟における判断は、米国の知的財産権の専門家ウィリアム・F・パトリー弁護士によって2000年に批判された。彼は判事が米国がこれらの玩具に著作権を認める必要があるという結論に誤って達したという意見を表明した。パトリーは、確かにベルヌ条約の下では第5条(2)により米国は外国の著作物にその本国で著作権表示がなくとも、著作権を認める必要があるとも認めている。
ハズブロ対スパークル事件は、万国著作権条約における相互主義条項の適用可能性に関する特殊な事件であると考えることができるが、キャピトル・レコード社対ナクソス社事件 (4 N.Y.3d 540, 2nd Cir. 2005) ではベルヌ条約の下でこの問題を考える機会があった。この事件で、キャピトル・レコード社（キャピトル社）は、1930年の古い英国のレコード (英国では著作権が1980年代後半に切れる) に関する著作権を主張した。キャピトル社と同様に、また競争してそれらのレコードの復刻版を販売していたナクソス社は、この著作権の主張に異議を申し立てた。米国では1972年以前のレコードは連邦法ではなく州法によって保護されていたので、レコードは特殊な事例である。裁判所は、連邦法 (およびURAA。これらのレコードは英国で1996年にはもはや著作権で保護されていないので、URAAの下では確かに米国でもパブリックドメインである) は適用されず、ベルヌ条約 (レコードにはどのみち適用できない) にもローマ条約にもニューヨーク州がこれらのレコードに著作権を認めることを禁止するものはないので、レコードにはニューヨーク州のコモン・ローの下で著作権が認められるという判決を下した。

### 二国間条約
1891年3月3日に法制化され、同年7月1日に発効した国際著作権改正法にしたがい、米国は多数の二国間著作権条約を外国と締結した。1891年にはベルギー、フランス、スペイン、および英国との条約が発効した。続いて1892年にはドイツとイタリア、1893年にはデンマークとポルトガル、1896年にはチリとメキシコ、そして1899年にはコスタリカとオランダとの間で、それぞれ条約が発効した。これらの条約は1976年の著作権改正法の後でも「大統領の署名によって終了、中断、または改訂」されない限り有効なままである。1892年のドイツとの条約はドイツの訴訟で2003年に適用された。

## 欧州連合の状況
欧州連合 (EU) では、欧州連合域内における著作権保護期間の調和に関する指令 (93/98/EEC) によって著作権の保護期間を加盟国間で一致させた。この1995年7月1日に発効した拘束力のある指令は、欧州連合全体で著作権の保護期間を著作者の死後70年まで延長させた。指令はその第7条に、EU以外の国の著作物には相互主義を適用するという必須の規則も含んでいる。一方でEU内では相互主義は適用されず、そして—ベルヌ条約や万国著作権条約と同様に—既存の国際協定 (二国間条約など) がこの相互主義条項に優越することがありうる。
ドイツは著作権法 (ドイツ語: Urheberrechtsgesetz) の§120で相互主義の不適用を欧州経済領域の全加盟国に拡大している。米国の著作物に対しても相互主義は適用されない。 2003年10月7日にフランクフルト・アム・マインのヘッセン州高等裁判所 (ドイツ語: Oberlandesgericht) が判決を下した事件で、裁判所は米国でパブリックドメインに置かれた米国の著作物が、ドイツではまだ著作権で保護されるという判決を下した。裁判所は、1892年1月15日に発効し、まだ有効なドイツと米国の二国間条約があるので相互主義は適用できないと判断した。その条約は相互主義条項を含んでおらず、どちらの国の著作物も相手国では相手国の法律によって保護されると定めているだけである。

### 判例
93/98/EC指令の第7条でEU国間の相互主義適用が明示的に禁止される以前にも、EU内での相互主義は認められていなかった。原条約が1958年に発効したローマ条約は第7条第1項で、連合圏内では国籍に基づくいかなる差別的取扱いも禁止されると定めていた (条約がマーストリヒト条約によって修正された2002年から、これは第12条第1項になった)。相互主義の適用は国内の著作者に他のEU国の著作者よりも長い著作物の保護期間を与える結果になるので、このような差別的取扱いに当たる。
この問題は欧州司法裁判所 (ECJ) によって1993年 (つまり、93/98/EC指令が発効する2年前) に和解の裁定が下され、フィル・コリンズ裁定と呼ばれるようになった。その事件で、フィル・コリンズはコンサートのレコードを取り扱っていたドイツのレコード販売業者を提訴した。当時のドイツ連邦法は、ドイツの実演家に完全な隣接権、とりわけ実演が行われた場所にかかわらず同意なきレコードの頒布を禁止する権利を与えていた。同時に、ドイツ法は外国の実演家には同じ権利をドイツ国内での実演に限って与えていた。ECJは1993年10月20日にこれはEC条約第7条の差別的取り扱いの禁止条項に違反するという裁定を下した。ECJは差別的取り扱いの禁止条項を確かに著作権に適用可能であることも明確にした。
ECJは、この差別的取り扱いの禁止条項は国家の法律間の違いに関するものではなく、あらゆるEU国の市民と、他のEU国からの外国人を同等に取り扱うことを保証するためのものであることを明確にした。
その後2002年に、ECJはプッチーニ事件 (またはラ・ボエーム事件) で差別的取り扱いの禁止条項はEUが出現する以前に死亡したEU加盟国の国民にも適用されるという裁定を下し、相互主義条項は差別的取り扱いの禁止条項に違反することも繰り返し明言した。この事件はドイツヘッセン州ヴィースバーデンの州立劇場が1993/94と1994/95のシーズンに上演したプッチーニのオペラであるラ・ボエームに関するものだった。当時のドイツ法の下では相互主義条項が外国の著作物に適用されたので、このオペラは56年間のイタリアの著作権保護期間が満了する1980年の終わりからドイツではパブリックドメインであった (プッチーニが死去したのは1924年11月29日)。同時にドイツ国内の著作物は著作者の死後70年の著作権保護期間を享受していた。ミュージカルの発行者はプッチーニの著作物はドイツで権利を保有していると主張し、差別的取り扱いの禁止条項に基づき、ドイツでは外国の著作物にも70年の保護期間が規定されていると主張してヘッセン州を提訴した。ドイツ連邦最高裁判所は差別的取り扱いの禁止条項がEU出現前に死亡した著作者の著作物にも適用されるのか疑問を抱いてECJに裁定を仰ぎ、ECJは原告の主張を完全に確認した。ECJは相互主義条項は著作者の国籍ではなく著作物の本国に基づくので、客観的基準であり国籍に基づく差別的取り扱いではないというヘッセン州の解釈を明確に否定し、裁定を下した。

## 日本の状況

### 相互主義の採用
日本の著作権法は、著作権の保護期間の一般的な定めに対する特例の一つとして、相互主義を採用している。
まず、ベルヌ条約の加盟国、WTOの加盟国を本国とする著作物の著作権の保護期間について、その本国における保護期間のほうが短い場合は、その短い方の保護期間が適用される（著作権法58条）。ただし、日本国民の著作物については、相互主義の適用はない（著作権法58条の括弧書き）。日本国民の著作物が日本国外で最初に発行された場合は、当該著作物の本国は当該発行国であり日本ではないが、この場合であっても、日本の著作物の保護期間については著作権法51条から57条までの規定により保護期間を与えるという趣旨である。
また、万国著作権条約を批准しているがベルヌ条約を批准していない国との関係では、上記の規定は適用されず、万国著作権条約の実施に伴う著作権法の特例に関する法律3条1項に定める相互主義の適用がある。なお、同法には万国著作権条約の加盟国において著作権が発生しない場合に関しても、日本国内では著作権による保護を受けない旨の規定がある（3条2項）。

### アメリカ合衆国との関係
アメリカ合衆国を本国とする著作物についても相互主義の適用はある。しかし、米国民の著作物が米国で1956年4月28日（万国著作権条約が日本に効力を生ずる日）より前に発行された場合については、問題がある。
1905年11月10日に調印され、1906年5月11日に日本で公布された日米間著作権保護ニ関スル条約（日米著作権条約）では、両国民の著作物の保護について内国民待遇の原則が採用されていたが、著作権の保護期間につき相互主義は採用されていなかった。その後、1952年4月28日に発効した日本国との平和条約7条(a)により日米著作権条約は廃棄されたものの、平和条約12条(b)(1)(ii)と外務省告示により、1956年4月27日まで引き続き米国人の著作物について日本国内で内国民待遇が与えられるとともに、日米著作権条約も同日まで有効とみなされた。そして、万国著作権条約が日本に効力が生じる1956年4月28日に、同条約を実施するため、万国著作権条約の実施に伴う著作権法の特例に関する法律（以下「特例法」という）が施行されたが、特例法の施行時において著作権の保護期間が満了していない米国民の著作物には、引き続き同一の保護が与えられ（特例法11条、附則2項）、特例法に定められた相互主義の規定（特例法3条）の適用は受けないこととなった。
その後、アメリカ合衆国は、1989年にベルヌ条約に加盟した。ベルヌ条約と万国著作権条約の双方に加盟している国との間では、ベルヌ条約が優先して適用されるため（万国著作権条約17条、特例法10条）、アメリカ合衆国の加盟により米国民の著作物の保護期間について、著作権法58条に定める相互主義の適用があるのかが問題となりうるのである。
この点に関し、東京高等裁判所は、キューピー著作権事件の控訴審判決（東京高裁平成11年(ネ)第6345号、平成13年5月30日判決）において、アメリカ合衆国のベルヌ条約が加盟した後も、引き続き特例法11条が適用され、著作権の保護期間に関する相互主義が遡及的に適用されることはないと判断した。したがって、米国民の著作物が米国で1956年4月28日より前に発行された場合は、米国内で著作権の保護期間が満了しパブリックドメインの状態になっても、その時点で日本国内においてもパブリックドメインになるとは限らないことになる。